# 1544 w polityce

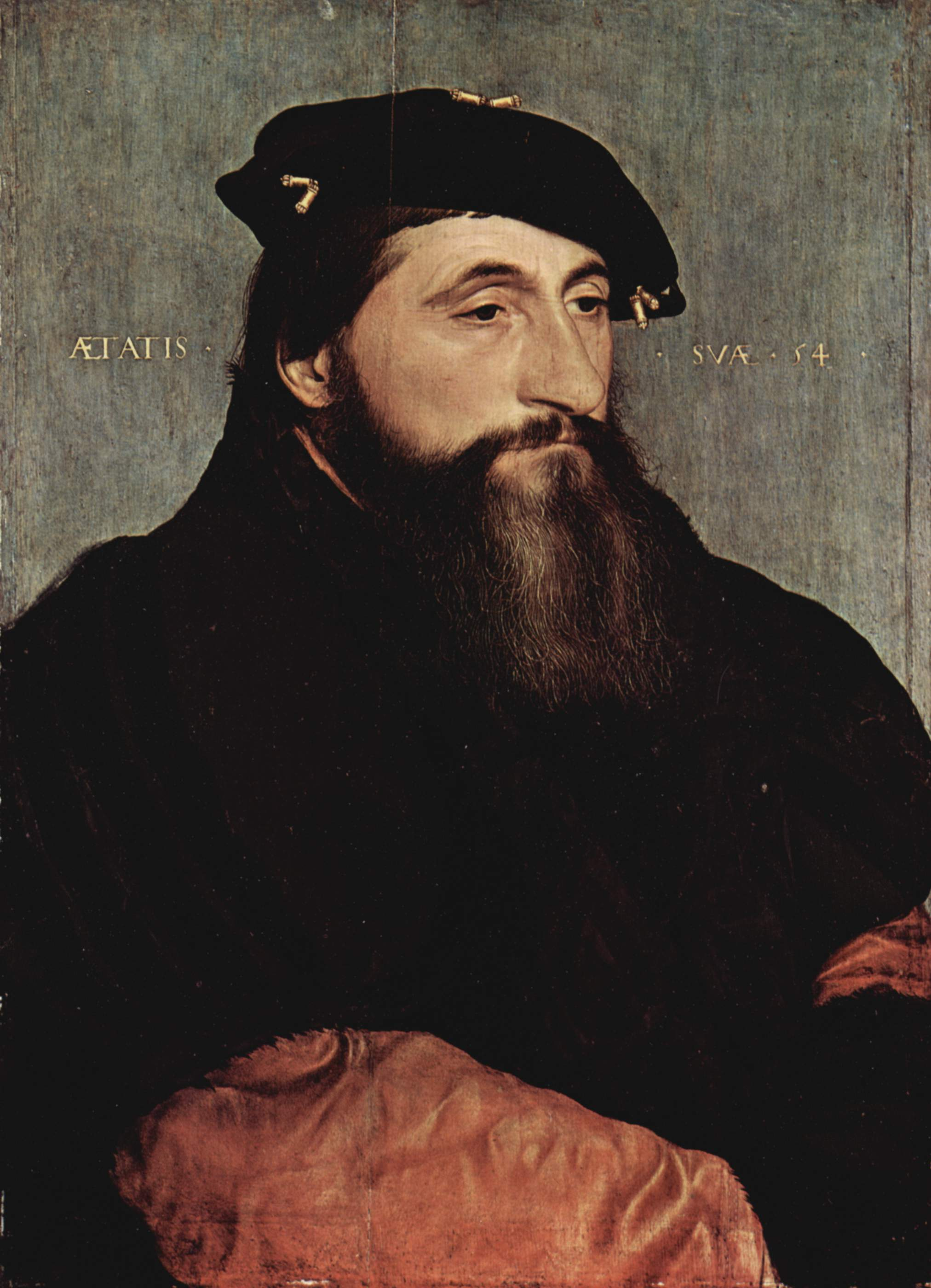
Antoni II Dobry

Wydarzenia polityczne w 1544 roku.

## Zmarli
- 14 czerwca Antoni II Dobry, książę Lotaryngii[1].